# Josep Pérez Camps
Josep Pérez Camps (Cocentaina 1948) és un historiador, arqueòleg i ceramista espanyol autodidacte, que ha estat director del Museu de Ceràmica de Manises durant gairebé tres dècades.
Els seus primers contactes amb el Museu de Ceràmica de Manises van tenir lloc el 1976, quan va participar en una exposició col·lectiva de pintures, dibuixos i gravats d'estudiants de Belles Arts (Josep Pérez Camps va estudiar Belles Arts a Alcoi) que va tenir lloc al museu.
La seva incorporació al museu es va produir l'any 1979, quan un company d'estudis, Rafael Requena Díez, també hi va entrar a formar part de la plantilla. Aquesta incorporació va estar relacionada amb la constitució d'un centre d'estudis dins del museu, que es va anomenar «El Seminari d'Estudis Històrics», per iniciativa d'un conjunt de joves que havien entrat a la Junta del Museu el 1979, i amb la intenció de defensar i promoure la cultura popular de Manises, seguint com a referent els centres d'estudis locals existents en altres poblacions. Pérez Camps tenia experiència en aquest àmbit, perquè era membre del Centre d'Estudis Contestans de Cocentaina i era un estudiós de la ceràmica valenciana, de la qual tenia una botiga a València. Van ser aquestes les raons que van portar Rafael Requena Díez a demanar-li la seva col·laboració i incorporació al Museu.
Va ser autor de l'ordenació i disseny museogràfic abans d'exercir com a director del Museu de Ceràmica de Manises. En va ser membre de la Junta i va passar també a treballar com a conservador-restaurador en la catalogació i estudi de les peces, en un primer moment amb contractes temporals durant els anys 1980 i 1981. El 1982 va aconseguir per oposició convocada per l'Ajuntament de Manises, plaça funcionarial d'auxiliar tècnic del Museu. El càrrec de director va ser oficial des de 1984, encara que anteriorment ja exercia les funcions de la direcció del Museu, fins a l'any 2013 en què es va jubilar.
Pérez Camps ha estat secretari de l'Associació Espanyola de Ceramologia, que té la seu al Museu de la Rajola d'Onda (Castelló).
És autor d'algunes monografies i obres conjuntes dedicades a diversos aspectes de la terrisseria i la ceràmica, com una monografia sobre el ceramista Alfonso Blat (2001) i un estudi dels Taulells de Manises, 1900-1936 (1987).
Pérez Camps ha comissariat exposicions diverses. El 2017, va comissariar l'exposició retrospectiva del ceramista Enric Mestre —i en va escriure el catàleg—, que es va presentar en l Museu del Taulell Manolo Safont, d'Onda. L'any 2019, va comissariar, juntament amb Arturo Mora Benavent, l'exposició «Cinc països, una visió» que va presentar-se a la Casa de la Cultura de Manises i posteriorment al Museu Nacional de Ceràmiques i Arts Sumptuàries Gonzalo Martí de València. La mostra presentava l'obre de sis ceramistes internacionals que apliquen el reflex metàl·lic a les seves peces de ceràmica.
L'any 2023 va publicar un llibre, La Dona a la Indústria Ceràmica de Manises, amb el qual volia representar la història i patrimoni de Manises, però posant el focus en el paper de la dona, el qual era en gran part desconegut.
L'any 2013, l'Ajuntament de Manises va nomenar —per unanimitat de tots els grups polítics— Josep Pérez Camps Fill Adoptiu de Manises «pel seu excel·lent treball al capdavant del Museu de Manises com a director, demostrant una gran preocupació per la investigació de la ceràmica manisera, redactant múltiples articles i treballs de recerca amb els quals ha donat a conéixer els orígens i desenvolupament de la ceràmica de la nostra ciutat».